# Middelwijkstraat 34 (Soest)

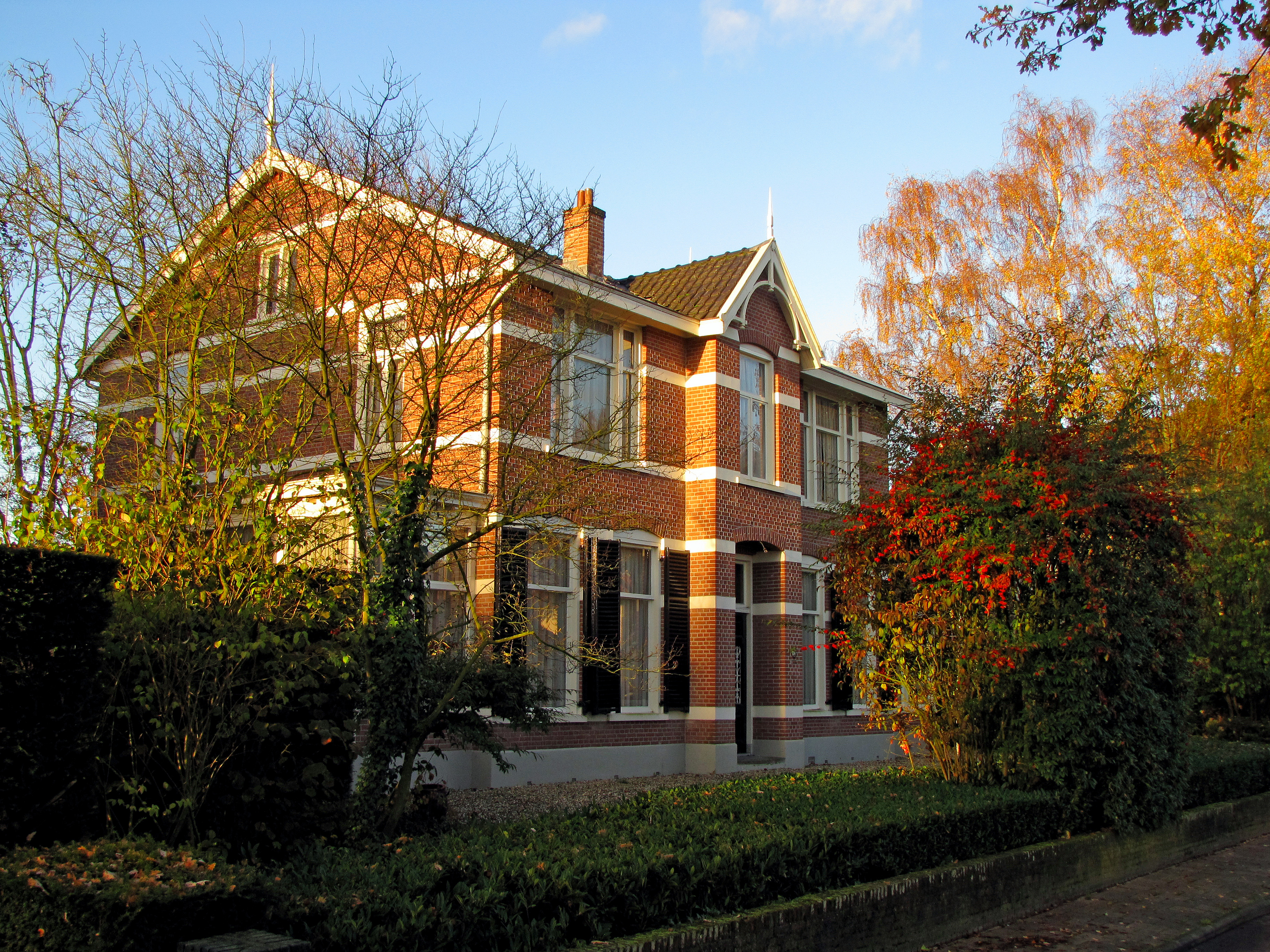
2013

Middelwijkstraat 34 is een gemeentelijk monument in Soest in de provincie Utrecht.
De villa werd in 1901 gebouwd naar een ontwerp van architect G. Sukkel. Het huis werd van 1919 tot 1992 gebruikt als dokterswoning. In de jaren zestig van de twintigste eeuw werd het pand uitgebreid aan de westzijde. In het midden van de symmetrische voorgevel is een puntgevel met onderin een dubbele deur in een inpandig portiek. Aan weerszijden hiervan bevinden zich twee vensters met blinden.
De lambrisering van het interieur komt uit het afgebroken kasteel Hoevelaken.